# 伊士曼 (喬治亞州)
伊斯曼（英語：Eastman）是一個位於美國喬治亞州道奇縣的城市。根據2010年美國人口普查，該地共人口4962人，而該地的面積約為14.16平方千米。同時該地也是道奇縣的縣治。

## 地理
伊斯曼的座標為32°11′52″N 83°10′45″W / 32.19778°N 83.17917°W，而該地的平均海拔高度為119米（即390英尺）。